# Lea-Jasmin Riecke
Lea-Jasmin Riecke (25 de abril de 2000) es una deportista de Alemania que compite en atletismo. Ganó una medalla de oro en el Campeonato Mundial de Atletismo Sub-20 de 2018, en la prueba de Salto de longitud.